# Comune di Støvring
Il comune di Støvring fino al 1º gennaio 2007 è stato un comune danese situato nella contea dello Jutland Settentrionale. Il comune aveva una popolazione di 13 057 abitanti (2005) e una superficie di 220 km². Capoluogo era la cittadina omonima.
Dal 1º gennaio 2007, con l'entrata in vigore della riforma amministrativa, il comune è stato soppresso e accorpato ai comuni di Skørping e Nørager per dare luogo al neo-costituito comune di Rebild compreso nella regione dello Jutland Settentrionale.